# Ormosia angustaurata
Ormosia angustaurata är en tvåvingeart som beskrevs av Alexander 1936. Ormosia angustaurata ingår i släktet Ormosia och familjen småharkrankar. Inga underarter finns listade i Catalogue of Life.